# Свеннборг (муніципалітет)
Свеннборг (дан. Svendborg) — муніципалітет у регіоні Південна Данія королівства Данія. Площа — 415.5 квадратних кілометрів. Адміністративний центр муніципалітету — місто Свеннборг.

## Населення
У 2012 році населення муніципалітету становило 58 551 особу.